# МЦ 5
МЦ 5 — семейство советских двуствольных охотничьих ружей и штуцеров высокого класса.

## История
Оружие было разработано и производилось тульским ЦКИБ СОО с 1950 года.
В начале 1960-х годов ружья МЦ 5-01, МЦ 5-15, МЦ 5-27, МЦ 5-32 (вместе с несколькими другими экспериментальными моделями охотничьего оружия ЦКИБ СОО) проходили испытания на трёх охотничьих базах Байкальского коопзверопромхоза на территории Слюдянского района Иркутской области РСФСР в естественных условиях эксплуатации.
По состоянию на начало ноября 1965 года стоимость ружья МЦ-5 составляла от 300 до 450 рублей (в зависимости от модели и варианта исполнения), они являлись наиболее прочными и долговечными из всех ружей, выпущенных в СССР. К этому времени уже имелось несколько ружей, выдержавших от 100 тысяч до 150 тысяч выстрелов.
К началу 1979 года было разработано 29 вариантов и модификаций МЦ 5.
По состоянию на июнь 1981 года цена МЦ 5 варьировалась в пределах от 250 до 600 рублей (в зависимости от модификации).

## Описание
Оружие представляет собой двуствольное охотничье ружьё с вертикальным расположением стволов. Стволы откидные, отъёмные, соединены между собой в казенной части муфтой и по всей длине соединительными планками. Со ствольной коробкой стволы стволы соединены посредством ствольной муфты, шарнира, защёлки и рамки запирания.
Ударный механизм с внутренними курками и спусковой механизм смонтированы на едином отъёмном основании. Ружья имеют два спусковых крючка (передний спуск служит для стрельбы из нижнего ствола, задний - из верхнего). Курки взводятся одновременно при открывании стволов, стреляные гильзы при этом выдвигаются из патронников общим толкателем.
Цевьё неотъёмное, закреплено на стволах винтами.
Ложа - с пистолетной или прямой формой шейки, с выступом или без выступа под щеку, изготавливалась из лакированной ореховой древесины.  
Варианты МЦ-5, имевшие один или два нарезных ствола, помимо открытого прицела комплектовались оптическим прицелом (обычно 3,5х-кратным или 2,5х-кратным) на съёмном кронштейне.

## Варианты и модификации
- МЦ 5 — гладкоствольное ружьё с 750-мм стволами (верхний под ружейный патрон 12-го калибра, нижний под патрон 32-го калибра), масса оружия 3,0 — 3,2 кг.[4]
- МЦ 5-01 — двуствольная винтовка со стволами длиной 600 мм (верхний под 5,6-мм патрон кольцевого воспламенения, нижний под 6,5-мм винтовочный патрон), масса оружия 3,2 — 3,4 кг.[1]
- МЦ 5-02 — двуствольная винтовка со стволами длиной 600 мм (верхний под 5,6-мм патрон кольцевого воспламенения, нижний под винтовочный патрон 7,62 × 54 мм R), масса оружия 3,2 — 3,4 кг.[1]; комплектовалось 4х-кратным оптическим прицелом[8]
- МЦ 5-09 — двуствольная винтовка со стволами длиной 600 мм (верхний под 5,6-мм патрон кольцевого воспламенения, нижний под патрон 9×53 мм R), масса оружия 3,2 — 3,4 кг.[4]
- МЦ 5-12 — комбинированное ружьё со стволами длиной 675 мм (верхний под 5,6-мм патрон кольцевого воспламенения, нижний под ружейный патрон 32-го калибра с длиной гильзы 70 мм), масса оружия 2,25 — 2,5 кг.[1]
- МЦ 5-14 — комбинированное ружьё со стволами длиной 675 мм (верхний под 5,6-мм патрон кольцевого воспламенения, нижний под ружейный патрон 28-го калибра с длиной гильзы 70 мм), масса оружия 2,6 — 2,8 кг.[4]
- МЦ 5-15 — комбинированное ружьё со стволами длиной 675 мм (верхний под 5,6-мм патрон кольцевого воспламенения, нижний под ружейный патрон 20-го калибра с длиной гильзы 70 мм), масса оружия 2,8 — 3 кг.[1], комплектовалось 2х-кратным оптическим прицелом[9]
- МЦ 5-18 — комбинированное ружьё со стволами длиной 675 мм (верхний под 5,6-мм патрон кольцевого воспламенения, нижний под ружейный патрон 16-го калибра с длиной гильзы 70 мм), масса оружия 3 — 3,25 кг.[10][1]
- МЦ 5-20 — гладкоствольное ружьё под ружейный патрон 20-го калибра с длиной гильзы 70 мм со стволами длиной 675 мм (верхний с дульным сужением 0,8 мм, нижний с дульным сужением 0,5 мм), масса оружия 2,6 — 2,8 кг.[1][4]
- МЦ 5-24 — комбинированное ружьё со стволами длиной 600 мм (верхний под ружейный патрон 20-го калибра с длиной гильзы 70 мм, нижний под патрон 9×53 мм R), масса оружия 3,0 — 3,2 кг.[4]
- МЦ 5-26 — комбинированное ружьё со стволами длиной 675 мм (верхний под ружейный патрон 20-го калибра с длиной гильзы 70 мм, нижний под 6,5-мм винтовочный патрон), масса оружия 3,2 — 3,4 кг.[1]
- МЦ 5-27 — комбинированное ружьё со стволами длиной 675 мм (верхний под ружейный патрон 20-го калибра с длиной гильзы 70 мм, нижний под винтовочный 7,62 × 54 мм R), масса оружия 3,2 — 3,4 кг.[1]
- МЦ 5-28 — гладкоствольное ружьё под ружейный патрон 28-го калибра с длиной гильзы 70 мм со стволами длиной 675 мм (верхний с дульным сужением 0,5 мм, нижний с дульным сужением 0,2 мм), масса оружия 2,4 — 2,6 кг.[1][11]
- МЦ 5-32 — гладкоствольное ружьё под ружейный патрон 32-го калибра с длиной гильзы 70 мм со стволами длиной 675 мм (верхний с дульным сужением 0,3 мм, нижний с дульным сужением 0,1 мм), масса оружия 2,2 — 2,4 кг.[1][12]
- МЦ 5-35 — выпускалось с 1975 по 1978 год, комбинированное ружьё со стволами длиной 675 мм (верхний под ружейный патрон 20-го калибра с длиной гильзы 70 мм, нижний нарезной под патрон 5,6×39 мм), масса оружия 3,0 — 3,2 кг.[2] Кроме того, эта модель комплектовалась вкладным стволом под патрон .22 LR[4]
- МЦ 105 — модель, разработанная на основе конструкции МЦ-5 и заменившая её в производстве[2].